# Bacalhau à biscainha

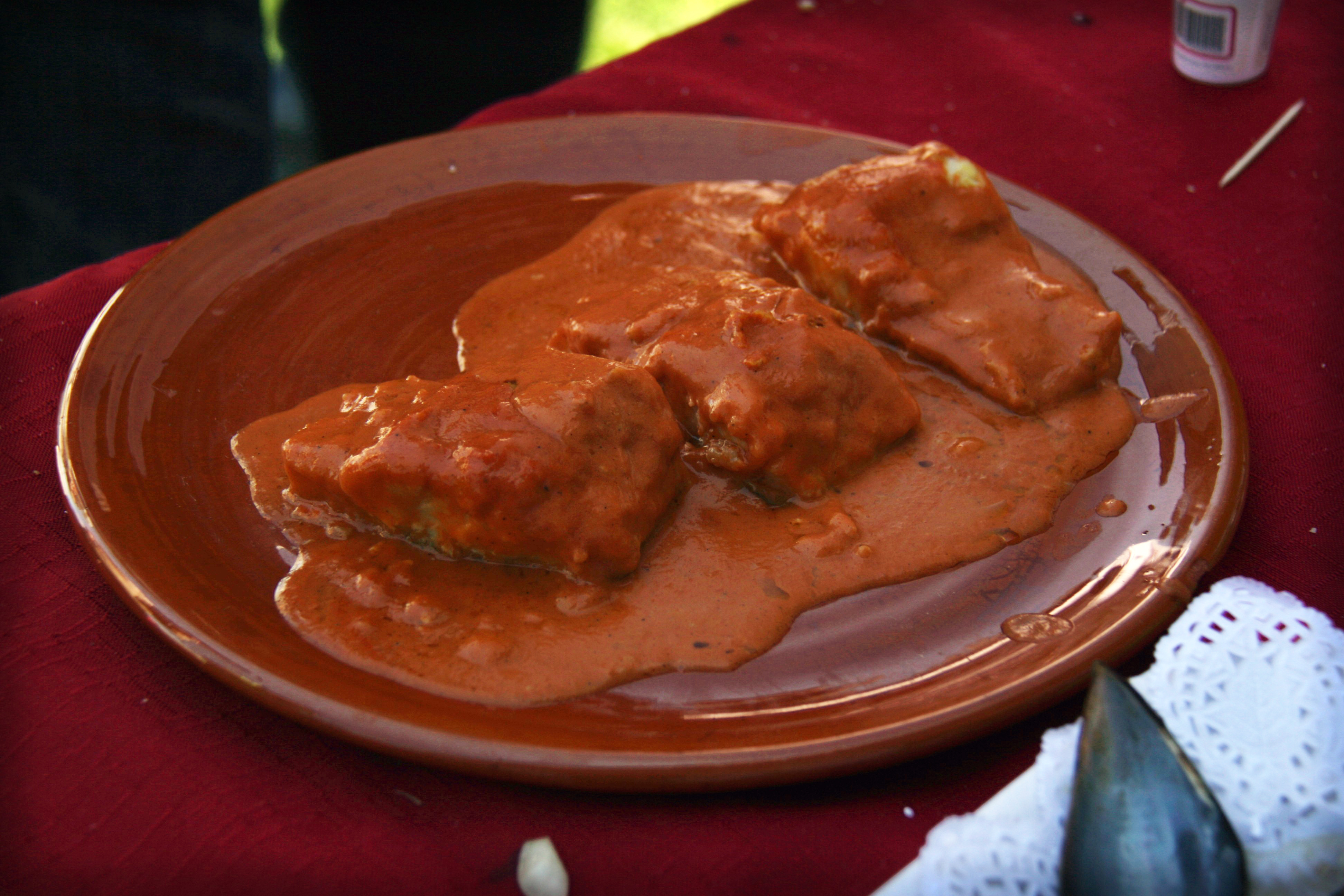

O bacalhau à biscainha (em castelhano: bacalao a la vizcaína) é um prato tradicional da  gastronomia basca, cujo ingrediente principal é o bacalhau seco  e salgado, que é previamente dessalgado em água e, em regra, é acompanhado pelo chamado molho biscainho (salsa vizcaína).
A confecção consiste em refogar tomate, pimentão (previamente assados), alho picado e cebolas, a que se adiciona o bacalhau previamente dessalgado. Usualmente o bacalhau é cozinhado com o vapor do refogado. Em vez de bacalhau pode ser usado outro peixe similar, como por exemplo o abadejo.